# Sultan Pur
Sultan Pur é uma vila no distrito de South, no estado indiano de Deli.

## Demografia
Segundo o censo de 2001, Sultan Pur tinha uma população de 11 336 habitantes. Os indivíduos do sexo masculino constituem 57% da população e os do sexo feminino 43%. Sultan Pur tem uma taxa de literacia de 69%, superior à média nacional de 59,5%: a literacia no sexo masculino é de 75% e no sexo feminino é de 61%. Em Sultan Pur, 15% da população está abaixo dos 6 anos de idade.